# Eccidio dei conti Manzoni
L'eccidio dei conti Manzoni fu l'omicidio, compiuto da alcuni ex partigiani comunisti nella notte tra il 7 e l'8 luglio 1945, di quattro appartenenti alla famiglia Manzoni Ansidei e della loro domestica. Dopo l'omicidio i cadaveri furono occultati e la villa di famiglia saccheggiata.

## Il fatto
La notte tra 7 e 8 luglio, un gruppo di ex partigiani comunisti si recò a bordo di due automezzi in località Frascata, nel comune di Lugo. L'obiettivo era la villa dei conti Manzoni Ansidei. Circondato l'edificio, il gruppo sequestrò le cinque persone presenti: la contessa Beatrice Manzoni, i tre figli (Giacomo, Luigi e Reginaldo), la domestica della casa, Francesca Anconelli, ed il cane di famiglia. Di questi solo Giacomo e Luigi avevano aderito alla Repubblica Sociale Italiana prendendo la tessera del Partito Fascista Repubblicano e Giacomo era stato vicesegretario del PFR di Lavezzola senza che però nei confronti d'entrambi potesse essere mosso alcun addebito.
Inoltre Luigi era appena rientrato da Salò dove era stato per breve periodo addetto al ministero degli Esteri con un salvacondotto del CLN che attestava che non aveva "esplicato attività politica". La contessa in particolare era stata criticata per la partecipazione al funerale del segretario del PFR di Lavezzola ucciso dai partigiani. Si ritiene che anche il rifiuto ottenuto dalla Confederazione Generale Italiana del Lavoro nell'immediato dopoguerra di ridiscutere le ripartizioni dei prodotti della terra con i mezzadri abbia attirato l'odio degli ex partigiani. In una lettera del giugno 1945 scritta dalla contessa al figlio Luigi è riportato: "La campagna va male, le popolazioni sono turbolente. Reginaldo è sospeso dall'Università di Bologna e sta subendo un giudizio. I contadini hanno preteso di imporre patti per noi assai gravosi: Giacomo non ha accettato".
I cinque prigionieri, più il cane, un setter di nome Lilla, furono condotti nei pressi dell'azienda agricola "La pianta", nel comune di Alfonsine, dove uno dopo l'altro furono uccisi. Per ultima fu uccisa a bastonate la contessa Manzoni che morendo gridò ai propri aguzzini: "Io vi perdono". Poi i partigiani occultarono i cadaveri seppellendoli. Quindi la villa dei Manzoni fu saccheggiata. Dagli stessi ex partigiani, nei tre anni successivi, fu fatta circolare la voce che i membri della famiglia fossero riparati in America..

## Le vittime

I cadaveri dei Conti Manzoni rinvenuti il 5 agosto 1948

- Beatrice Manzoni, di 64 anni, era presidentessa internazionale della Società delle Dame della Carità San Vincenzo de Paoli, uccisa a bastonate.
- Giacomo Maria Manzoni (1904-1945), agrario e presidente-amministratore della fondazione Ad Studia Manzoni, di 41 anni, ucciso con un colpo di pistola alla nuca.
- Luigi Manzoni (1906-1945), diplomatico, era stato segretario di Filippo Anfuso all'ambasciata italiana di Berlino, quindi, con l'RSI, console, sempre a Berlino, poi fu Capo Gabinetto di Ferdinando Mezzasoma a Salò[6][10], di 38 anni, ucciso con colpi di pistola al mento e al torace.
- Reginaldo Manzoni (1907-1945), ordinario della cattedra di chimica presso le Università di Bologna e di Ferrara di 36 anni, ferito, svenuto, fu sepolto ancora vivo.[11]
- Francesca Lanconelli, domestica al servizio della famiglia, di 51 anni, uccisa a bastonate[2].

## Le indagini e le condanne
Nel 1948 i carabinieri iniziarono ad indagare sui fatti e nelle case di alcuni ex partigiani scoprirono effetti personali della famiglia Manzoni tra cui anche mobilio. Uno di questi confessò il delitto ed indicò il luogo in cui i cadaveri erano stati seppelliti, gli stessi furono riesumati il 4 agosto 1948. Insieme ai cinque scomparsi fu rinvenuto anche il cane, ucciso perché non facilitasse il ritrovamento dei corpi. Fu indagato l'ex partigiano comunista Silvio Pasi, responsabile dei Gruppi di Azione Patriottica della zona 3 (Lavezzola) e conosciuto come "comandante Elic", membro effettivo del PCI e dirigente della Camera del Lavoro di Faenza, e dodici altri ex partigiani comunisti.
In sede processuale gli imputati si dichiararono innocenti e per giustificare il proprio operato lanciarono false accuse ai conti Manzoni smontate dai giudici di Macerata che accusarono gli ex partigiani di tenere "un contegno abominevole, coprendo di veleno e di fango i vivi e i morti". Nel 1953 furono tutti e tredici condannati all'ergastolo. La condanna per effetto dell'amnistia Togliatti fu ridotta a 19 anni dei quali solo 5 furono realmente scontati. Nel corso del processo sette ex partigiani comunisti che erano fuggiti in Cecoslovacchia si dichiararono responsabili degli omicidi in luogo degli accusati ed inviarono alla Corte le proprie carte d'identità. In istruttoria le confessioni dei sette furono considerate false ed essi furono poi assolti per insufficienza di prove dalla Corte di Assise di Appello di Ancona.

## Intitolazioni
- Nei primi anni 2000 i comuni di Conselice e Lugo hanno intitolato ciascuno una via (rispettivamente nelle frazioni di Lavezzola e Giovecca) a Silvio Pasi, uno dei condannati per l'eccidio.
- Nel 2005 si è svolta nella Chiesa della Collegiata di Lugo una "solenne commemorazione del martirio della contessa"[15] considerata "donna di carità".[16] A lei è stata dedicata una lapide.
- Nel 2011 il comune di Sant'Agata sul Santerno ha intitolato una piazza alla memoria della contessa Beatrice Manzoni[17] dopo che nell'ottobre 2008 il consiglio comunale di Lugo, con una maggioranza di centrosinistra, aveva rigettato la proposta dell'opposizione di intitolare una strada alla contessa.[8]